# ラヴ・ユー (アルバム)
『ラヴ・ユー』 (Love You) は、1977年にリリースされたザ・ビーチ・ボーイズのアルバム。本作の楽曲の大半がブライアン・ウィルソンによって創り上げられた。ビーチ・ボーイズのカムバックと謳われた前作に対し、多くの批評家が、本来の意味でのブライアンの1970年代におけるカムバックは本作によると考えられている。ブライアンが全曲の作曲に関わったビーチ・ボーイズのオリジナル・アルバムは『スマイリー・スマイル』と本作のみである。
ブライアンは1976年当時のセラピスト、ユージン・ランディ博士の助けを得て、実質的なソロ・アルバム『Brian Loves You』を、当時市販されて間もないポリフォニック・シンセサイザーを用いて創り上げようと試みた。同時にビーチ・ボーイズ用として、仮称『The New Album』というアルバムをグループで制作していた。結局ほとんどの曲を『Brian Loves You』から転用し、『The New Album』から「ホンキン・ダウン・ザ・ハイウェイ」のみを転用して仕上げたのが、本作『ラヴ・ユー』である。ブライアンは本作収録期間中の11月27日にアメリカNBCテレビの番組『サタデー・ナイト・ライヴ』に出演し、未発表だった「ラヴ・イズ・ア・ウーマン」をいち早く演奏した。

## 曲目
特筆無い限りブライアン・ウィルソン作詞作曲
1. レット・アス・ゴー・オン・ディス・ウェイ - Let Us Go on This Way (Brian Wilson/ Mike Love) 1:58
2. ローラー・スケーティング・チャイルド - Roller Skating Child 2:17
3. モナ - Mona 2:06
4. ジョニー・カーソン - Johnny Carson 2:47
5. グッド・タイム - Good Time (Brian Wilson/ Al Jardine) 2:50
6. ホンキン・ダウン・ザ・ハイウェイ - Honkin' down the Highway 2:48
7. ディン・ダン - Ding Dang (Brian Wilson/ Roger McGuinn) 0:56
8. ソーラー・システム - Solar System 2:47
9. ザ・ナイト・ワズ・ソー・ヤング - The Night Was So Young 2:15
10. アイル・ベット・ヒーズ・ナイス - I'll Bet He's Nice 2:36
11. レッツ・プット・アワ・ハーツ・トゥゲザー - Let's Put Our Hearts Together 2:14
12. アイ・ウォナ・ピック・ユー・アップ - I Wanna Pick You Up 2:39
13. エアプレイン - Airplane 3:06
14. ラヴ・イズ・ア・ウーマン - Love Is a Woman 2:57